# Santa Maria da Alcáçova (Santarém)
Santa Maria da Alcáçova era uma das freguesias de Santarém, situando-se na zona alta da cidade. O seu território incluía a Alcáçova, a cidadela fortificada na qual se localizava o Paço Real. Actualmente, a Alcáçova encontra-se ocupada pelo Jardim das Portas do Sol. A paróquia, já existente no século XII, é tida como a mais antiga da cidade, disputando com Marvila o posto de primeira paróquia da então vila de Santarém. Um facto comprovativo da importância da paróquia na época medieval é a sua elevação a colegiada em 1280, com a designação de Real Colegiada de Santa Maria da Alcáçova. Em 1851, após um longo período de decadência, a paróquia foi extinta e integrada na de Marvila, por decisão de D. Guilherme, Patriarca de Lisboa. Dentro dos limites da freguesia situavam-se duas ermidas: a de São Pedro e a de São Miguel.